# Pierre Michel Hennin
Pierre Michel Hennin, né le 30 aout 1728 à Magny-en-Vexin et mort le 5 juillet 1807 à Paris, est un diplomate français.

## Biographie
D’une famille originaire de Cambray, fils d’Angélique Leger et de Jean Michel Hennin, avocat au parlement nommé avocat et procureur du Roi, d’abord au bailliage de Magny, puis au bailliage de Versailles en 1739, Hennin a fait ses études au collège de Beauvais.
Résidant à Versailles, il est entré, en novembre 1749, au ministère des Affaires étrangères, où le ministre secrétaire d’État de Puysieulx, a dirigé ses travaux comme à un élève dont les services paraissaient devoir être utiles un jour. Ainsi, dès 1751, il l’a chargé, pendant les voyages de la cour, de rester dans les bureaux à Versailles, pour répondre aux demandes qui lui étaient envoyées sur les affaires courantes.

### Secrétaire d'ambassade et Résident de France en Pologne et voyages en Europe (1752-1764)
En mars 1752, le comte de Broglie ayant été nommé ambassadeur en Pologne, il l’y a accompagné en qualité de second secrétaire d’ambassade, passant les années 1752 à 1755 à Varsovie et à Dresde. Une fois la diète de Pologne terminée, le comte de Broglie, dont il avait obtenu la confiance, mais qui devait retourner en France, a proposé de le faire voyager dans le nord de l’Europe. Il a donc quitté Dresde, en mars 1755, pour visiter Berlin, le nord de l’Allemagne, le Danemark, et la Suède. Resté à Stockholm jusqu’en aout 1756, il a été le témoin du coup de 1756 (en) de la reine Louise-Ulrique visant à rétablir la monarchie absolue en Suède.
Ayant rejoint le comte de Broglie à Dresde, et cet ambassadeur ayant été rappelé, à la fin de 1756, il est resté chargé d’affaires près la Reine de Pologne et le gouvernement saxon. La position dans laquelle se trouvait alors ce pays, envahi, le 29 aout précédent, par les Prussiens qui occupaient Dresde et dont le roi avait dû capituler à Pirna malgré l’intervention des Russes, rendait cette mission difficile. D’ailleurs, en mars 1757, le roi de Prusse l’a forcé à abandonner Dresde, et l’a fait reconduire par un officier jusqu’aux frontières de l’Électorat de Saxe.
À son retour à Versailles, le futur cardinal de Bernis, alors ministre des Affaires étrangères, a décidé de lui faire faire de nouveaux voyages dans les pays qu’il n’avait pas encore visités. Parti à la fin de mars 1758, il a parcouru d’abord les Pays-Bas. De là, il est passé en Suisse. À Soleure chez le marquis de Chavigny, ambassadeur de France, qu’il a rencontré pour la première fois Voltaire, avec lequel il a formé une liaison devenue plus tard très intime, lorsqu’ils ont été réunis. Après avoir visité l’Italie, il est revenu à Paris. en avril 1759.
Après avoir été désigné pour diverses missions que sa santé ne lui a pas permis de remplir, il est retourné de nouveau en Pologne, en avril 1760, en qualité de secrétaire d’ambassade du marquis de Paulmy. Avant son départ pour la Pologne, dont les affaires étaient alors un des points les plus importants de la politique française, il avait reçu du Roi, dont il avait gagné la confiance, des ordres relatifs à une affaire secrète qui devait être suivie en Pologne par lui seul, indépendamment de l’ambassadeur et du ministre des affaires étrangères, auxquels il ne devait en rien communiquer. Cette affaire tenait à une suite de négociations que Louis XV faisait diriger par quelques agents particuliers du Secret du Roi, avec lesquels il correspondait lui même. Les termes dans lesquels étaient conçus les ordres du Roi, le secret sans nulle exception qu’il y recommandait, les assurances que ces ordres devaient être considérés comme une marque distinguée de sa confiance, prouvent l’importance des affaires dont il était question.
À la suite d’un voyage à Versailles, en 1762, il a été nommé, Résident de France près la république de Pologne, en 1763, poste qu’il a occupé jusqu’à la mort d’Auguste III, pendant l’interrègne, et jusqu’en juillet 1764. Les circonstances politiques rendant alors impossible la continuation du séjour d’un envoyé français à Varsovie, il a reçu ordre de se rendre à Vienne, avant d’être rappelé, quelques mois après, en France.

### Résident de France près la république de Genève (1765-1778)
Nommé Résident de France près la république de Genève, il s’est rendu, en décembre 1765, dans cette ville, au gouvernement aristocratique placé dans les mains de quelques familles distinguées par leurs richesses et leur crédit, où les citoyens et bourgeois avaient part, mais dont les « natifs » et les habitants en étaient exclus. Or les « natifs » voulaient se faire reconnaitre des droits politiques, introduire des réformes, obtenir des institutions plus démocratiques, et prendre part aux affaires du gouvernement dont ils étaient exclus. Bien que la cour de France, très impliquée dans les affaires de cette république, ait constamment favorisé le parti de ceux qui voulaient le maintien des lois aristocratiques, son caractère affable et conciliant lui a néanmoins attiré l’estime et l’attachement de tous les partis. Pendant les treize années qu’il a été Résident de France, et depuis encore, il a été considéré comme l’arbitre des affaires de cette république, lorsque le gouvernement français devait y intervenir.
Réuni, à son arrivée à Genève, à Voltaire, leur amitié est devenue intime. Hennin a renouvelé et formé, à Ferney, un grand nombre de liaisons avec des gens marquants de son époque. En 1776, il a épousé Camille-Elisabeth Mallet, fille de Fabrice Mallet, citoyen de Genève. En 1777, il a été nommé membre de la société des antiquaires de Cassel.

### Retour à Versailles (1778-1792)
En mars 1778, le comte de Vergennes, devenu ministre des Affaires étrangères, l’a appelé à Versailles, pour y remplir un des deux postes de premier commis du département des Affaires étrangères. En 1779, il lui a fait accorder le brevet de secrétaire du conseil d’État, titre alors affecté à ces fonctions. Il a, dès lors, été chargé de le seconder.
En 1783, il a obtenu une des quatre charges de secrétaire de la chambre et du cabinet du Roi, charges, qui donnaient le travail direct avec le Roi, pour la signature de divers actes de l’autorité royale. Quatre ans avant, son père avait reçu des lettres de noblesse.
Malgré le peu de temps libre que lui laissait sa charge, il s’est constamment occupé des lettres et des beaux-arts, augmentant ses collections et surtout sa bibliothèque, entretenant des correspondances littéraires avec plusieurs savants, entre autres avec l’abbé Guattani, archéologue romain. Il a chargé M. de Soria, jeune artiste de talent, de dessiner en Italie des monuments inédits, il faisait faire des tableaux par ceux des jeunes peintres qui donnaient le plus d’espérances. En 1785, le Roi ayant créé huit associés libres résidents de l’Académie des Inscriptions et Belles-Lettres, il a été nommé à une de ces places. Il a lu à l’Académie diverses dissertations sur les caractères runiques, et sur les voyages de l’empereur Hadrien, qui ont été imprimées dans les Mémoires de cette société savante. En 1786, il est devenu membre de l’Académie étrusque.
Nommé, en 1787, le premier secrétaire greffier de l’Assemblée des notables par le roi, il a été continué, l’année suivante, dans les mêmes fonctions pour la seconde assemblée des Notables, dont il a rédigé tous les procès-verbaux, ainsi que ceux du premier bureau, qui était présidé par Monsieur, frère du Roi.
Ces deux assemblées ont été le prélude des évènements qui ont amené la Révolution. Accoutumé, par ses longs séjours en Pologne et à Genève, aux tourmentes politiques, il a prévu plus tôt que d’autres les résultats des évènements qui se pressaient. Ses correspondances de cette époque sont remplies de prédictions qui se sont vérifiées. Son zèle pour le bien public lui faisait désirer les améliorations nécessaires dans le système d’administration de la France. La révolution faisait de rapides progrès. Les relations politiques de la France cessèrent bientôt presque entièrement. Un des derniers actes de la diplomatie, auquel il a pris part, est une convention avec la République de Mulhouse. Ses lettres de créance, pour ce traité, datant du 5 juin 1791, c’est probablement le dernier que Louis XVI ait ratifié.
Son frère était, en 1790, procureur du roi au bailliage de Versailles, et a occupé quelque temps des fonctions analogues dans le nouveau tribunal de cette ville.

### Dernières années (1793-1807)
La nomination de général Dumouriez, au poste de ministre des Affaires étrangères, le 17 mars 1792, l’a fait exclure, avec son collègue, Gérard de Rayneval, du ministère. Bien qu’il ait, en quittant les Affaires étrangères, reçu du Roi les assurances les plus positives de satisfaction pour ses longs services, et des promesses pour son avenir, la suite des évènements les a rendus sans effet. Sa médiocre fortune paternelle n’ayant guère été augmentée, il a été obligé de se séparer de la belle bibliothèque de 16 000 volumes qu’il avait formée, de ses collections de tableaux, estampes et médailles. En 1793, sa position est devenue de plus en plus fâcheuse. Exilé de Paris, avec sa famille, par la loi du 27 germinal an II (16 avril 1794) imposant la sortie de Paris, des places fortes ou des villes maritimes à «  tout noble », il s’est retiré à Passy, où il a partagé le sort de plus de deux cents autres exilés, jusqu’à la chute de Robespierre.
Rentré, sous la Convention thermidorienne, il a pu se livrer aux études qu’il avait toujours cultivées, réunissant les nombreux recueils de notes, qu’il avait formés, sur diverses branches des sciences, notamment la bibliographie, et surtout à la partie de cette science touchant aux voyages. Il regardait ces divers recueils formant plus de cent portefeuilles, qui sont le fruit de lectures dans presque toutes les langues européennes, comme des matériaux devant un jour servir à d’autres qu’à lui. À l’âge de soixante-dix ans, il a abandonné les lectures sérieuses pour se remettre à la poésie, qu’il avait aimée et cultivée dans sa jeunesse, et ne s’occuper que de compositions légères en vers et en prose, sans s’occuper de se faire publier. Plusieurs romans et deux grands poèmes sont sortis de ces derniers loisirs.
Il n’a, depuis 1792 jusqu’à sa mort, rempli aucune fonction publique. Au commencement de l’année 1797 cependant, lors de la découverte de la conjuration du camp de Grenelle, dirigées par La Villeheurnois, l’abbé Brottier et Dunan et autres membres de l’Agence royaliste de Paris, on a trouvé, dans les papiers du premier, une note des personnes à placer aux divers ministères, au moment où le mouvement royaliste éclaterait. Hennin était en tête de cette liste, comme devant être nommé ministre des Affaires étrangères.
Il a été, quoique nullement celtique, membre fondateur de l’Académie celtique fondée en 1804, et archiviste de cette société savante. Le peu de fortune qu’il avait conservé, après la Révolution, lui a rendu les années suivantes fort pénibles mais, dans les premiers temps du Consulat, lors de l’établissement, pour le ministère des relations extérieures, d’un système de retenue sur les appointements, et des pensions de retraite, Napoléon lui a accordé la première et la plus forte des pensions alors données aux anciens agents diplomatiques, sur la proposition du ministre des relations extérieures, Talleyrand.

## Activités culturelles
Bien qu’il ait été associé libre résident de l’Académie des Inscriptions et Belles-Lettres, en 1785, il n’a pas été appelé à faire partie de l’Institut de France. Il a laissé en manuscrit une Bibliographie des Voyages en XI volumes in-4°; une Grammaire et un Dictionnaire Polyglottes, et un poème intitulé L’Illusion, dont il avait composé soixante chants et qu’il voulait étendre jusqu’à cent.
Son fils, Michel Hennin, a publié plusieurs ouvrages, dont une Notice sur son père, en tête de la Correspondance inédite de Voltaire avec P-M Hennin qu’il a éditée.
Il entretint des correspondances non seulement avec Voltaire mais aussi avec Bernardin de Saint-Pierre. S'intéressant à la minéralogie, il collectionnait des échantillons de minerai. Il développa une nouvelle technique pour mesurer la vitesse des glaciers dans les Alpes de Savoie. Se liant d'amitié avec le savant croate Roger Joseph Boscovich qui appréciait ses connaissances en minéralogie, il traduisit d'italien en français sa relation de voyage de Constantinople en Pologne.